# Lars Guth
Lars Gunnar Guth, född 5 augusti 1926 i Bonäs, Mora, död 25 september 1990 i Linköping, var en svensk illustratör och tecknare. 
Han var son till Anders Guth och Stina Guth. Gift med Marianne. Guth var teknisk illustratör på SAAB åren 1949–1956 och reportagetecknare på Östgöta Correspondenten 1956–1990. Illustrerade ett flertal böcker och diktsamlingar. Guth var autodidakt. Guth är mest känd för sina skira svartvita pennteckningar men var också en duktig akvarellist.
Guth åkte tillsammans med andra illustratörer och fotografer transsibiriska järnvägen till Kina 1983. Denna resa utmynnade senare i boken Transsibirisk Resa (utgiven 1986 av Bokförlaget Settern). Andra resor företogs till Indonesien, Afrika samt till Mellersta Östern.   
Makarna Guth är begravda på griftegården i Lilla Aska utanför Linköping.